# 電子制御ブレーキシステム
電子制御ブレーキシステム（でんしせいぎょブレーキシステム）は、一般に電子制御制動力配分システム（でんしせいぎょせいどうりょくはいぶんシステム、Electronic Brake force Distribution、略称 EBD）とよばれる部分を指している。
基本的にはアンチロックブレーキシステム（Antilock Brake System、略称 ABS）に付加されるもので、ブレーキを踏むと前後輪の回転数や旋回状態から、制動力を車輪に対して最適に制御配分する。

## 概要
自動車において、ブレーキを踏むと車両重量が前方に移動する荷重移動が発生する。
運転手一人だけが乗っているのか、乗客も貨物も満載しているのかにより大きく異なる車両積載重量は、重くなるほど制動時に前輪タイヤに加える重量を増大させる。
この重量が加わる分、前輪タイヤは前後方向のグリップ力をより使って速度を落とすことになる。
タイヤのグリップ力は、タイヤの構造や接地面積などによってその絶対値は様々であるが、グリップ力を前後方向に使ってしまうと、左右方向操舵力に振り向けられるグリップ力は相対的に減少することになる。これは積載重量が大きく荷重移動で前輪に加わる重量が増大すると、操舵力が乏しくなるオーバーステアになることを意味する。また、大きい荷重移動では車体が前後に揺れるピッチングも大きくなり、乗員に不快感を与えることにもなる。
電子制御制動力配分システムは、これらの問題を軽減するものである。積載重量が大きい場合には制動時に後輪の制動力を強めて前輪への荷重移動を小さくし、オーバーステアを軽減して操舵力を確保するとともに、ピッチングを緩和。旋回中の制動時では左右輪間の制動力配分も適切に制御して、車両の制動を安定化させる。

## 原理
自動車前後輪の微妙な回転差や旋回状態をセンサーで検出、走行状態に応じた理想的制動力配分からのズレを推定して、ABSのアクチュエータにより最適な制動力を前後輪、および左右に制御配分する。特に前後輪の制動力を適切に制御配分することで、積載過多の状態における制動性能を向上させる。旋回中の制動時においては旋回状態により、さらに左右間の制動力バランスをコントロールし、荷重移動を軽減させている。